# .coop
.coop és un domini de primer nivell patrocinat (en anglès, sponsored Top-Level Domain, sTLD) al sistema de noms de domini d'Internet (en anglès, Domain Name Sytem, DNS). Està destinat a l'ús de les cooperatives, les seves filials al 100% i altres organitzacions que existeixin per promoure o donar suport a les cooperatives.
El sTLD .coop va ser proposat per la National Cooperative Business Association (NCBA) com a resposta a l'anunci de l'Internet Corporation for Assigned Names and Numbers (ICANN) a finals del 2000 d'un llançament gradual de set nous dominis genèrics de primer nivell en una expansió de l'espai de noms de domini d'Internet.
La proposta va comptar amb el suport de moltes cooperatives i grups comercials similars d'arreu del món, inclosa l'Aliança Cooperativa Internacional (ACI). La infraestructura tècnica del sTLD .coop va ser desenvolupada per la cooperativa de treballadors Poptel al Regne Unit i va entrar en funcionament el 30 de gener de 2002.
L'organització patrocinadora del domini és DotCooperation LLC (també coneguda com dotCoop), que és una filial de propietat total de la National Cooperative Business Association (NCBA). DotCooperation és responsable del funcionament del sTLD, inclosa l'aplicació dels requisits de registre. L'any 2005, la Midcounties Co-operative va assumir el funcionament del registre de dominis mitjançant una unitat subsidiària (Midcounties Co-operative Domains). DynDNS va ser contractat com a únic proveïdor de DNS per al registre el 2006.
Els titulars actius del domini .coop s'inclouen automàticament en un directori coop en línia i els inscrits reben un butlletí periòdic. Els registres es processen mitjançant registradors de noms de domini acreditats per la ICANN o els seus distribuïdors.
Els dominis .coop estan en ús a tot el món; no obstant això, moltes cooperatives, com a empreses de la comunitat global, també mantenen noms de domini en altres dominis de nivell superior genèrics o de codi de país per identificar-se tant com a cooperativa o com a empresa.